# Anna Silvetti
Anna Silvetti (Barcelona, 1957. május 17. –) spanyol színésznő.

## Élete és pályafutása
1957. május 17-én született Barcelonában. Édesapja Bebu Silvetti, argentin zeneszerző. 
Első szerepét a mexikói Vivir enamorada-ban játszotta, mint Fedora. Az 1990-es évek végéig Mexikóban dolgozott a Televisa-nál. Ezután Miamiba költözött, ahol a Venevision Internacionalnál és a Telemundonál is dolgozott.

## Filmográfia

### Telenovellák
- Vivir enamorada (1982) ... Fedora
- La pasión de Isabela (1983) ... Regina Hernández Gallardo
- La gloria y el infierno (1986) ... Adriana
- El pecado de Oyuki (1988) ... Elianne
- Morir para vivir (1989) ... Mercedes Guzmán
- Amor de nadie (1990) ... Nancy
- De frente al sol (1992) ... Noemí Serrano
- Agujetas de color de rosa (1994)
- Buscando el paraíso (1994) ... Carmelita
- Para toda la vida (1996) ... Flora Valdemoros
- Pueblo chico, infierno grande (1997) ... Cleotilde Ruán viuda de Morales
- Életem asszonya (1998-1999) ... Ricarda Reyes de Thompson (Magyar hang: Csíky Ibolya)
- Secreto de amor (2001) ... Victoria Viloria
- Rebeca (2003) ... Dionisia Pérez (Magyar hang: Csíky Ibolya)
- Második élet (2005-2006) ... Abigail Domínguez (Magyar hang: Andresz Kati)
- Amor comprado (2007-2008) ... Morgana de la Fuente
- Eva Luna (2010-2011) ... Renata (Magyar hang: Zsurzs Kati)
- Rosario – A múlt fogságában (2013) ... Caridad Chávez (Magyar hang: Zsurzs Kati)
- Cosita Linda (2014) ... Consuelo Pérez

### Filmek, rövidfilmek
- Veneno para las hadas (1984)
- Crónica de familia (1986)
- Algo se ha roto (1990)
- Tu decides sobre el sida (1990)

## Fordítás
- Ez a szócikk részben vagy egészben  az   Anna Silvetti című spanyol Wikipédia-szócikk fordításán alapul.  Az eredeti cikk szerkesztőit annak laptörténete sorolja fel. Ez a jelzés csupán a megfogalmazás eredetét és a szerzői jogokat jelzi, nem szolgál a cikkben szereplő információk forrásmegjelöléseként.